# Drassyllus huachuca
Drassyllus huachuca Platnick & Shadab, 1982 è un ragno appartenente alla famiglia Gnaphosidae.

## Etimologia
Il nome proprio deriva dalla catena montuosa statunitense di rinvenimento: i monti Huachuca.

## Caratteristiche
Fa parte del frigidus-group di questo genere: ha varie somiglianze con D. durango e D. alachua; se ne distingue per la forma alquanto squadrata dei dotti mediani dell'epigino delle femmine.
L'olotipo femminile rinvenuto ha lunghezza totale è di 5,76mm; la lunghezza del cefalotorace è di 2,14mm; e la larghezza è di 1,60mm.

## Distribuzione
La specie è stata reperita nell'Arizona sudorientale: a 2400 metri di altitudine nel Carr Canyon, situato nei monti Huachuca, nella contea di Cochise.

## Tassonomia
Al 2015 non sono note sottospecie e dal 1982 non sono stati esaminati nuovi esemplari